# 南幌町

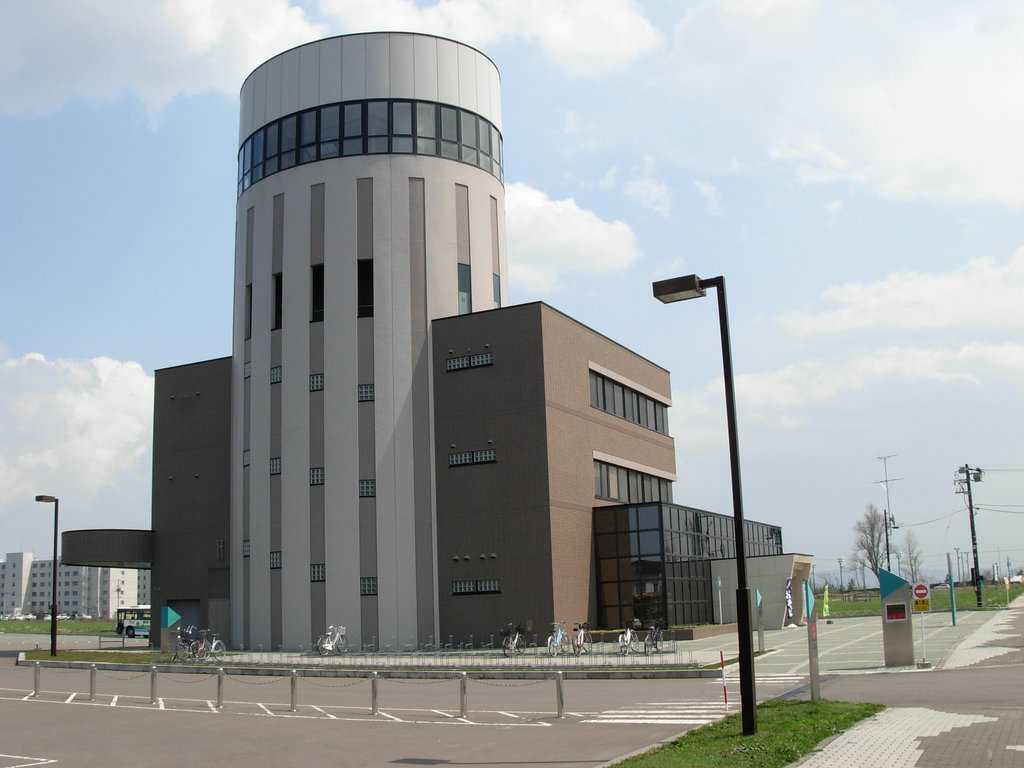
南幌ビューロー

南幌町（なんぽろちょう）は、北海道空知総合振興局管内南部にある町。長く過疎地域に指定されていたが、1990年代に札幌市のベッドタウン化が進み、人口が5,000人台から9,000人台まで急増した。
地名の由来は、元々はアイヌ語で「湾曲して緩やかに流れる所」を意味する「ポロモイ」。石狩川の湾曲部を指している。当時は漢字で「幌向（ほろむい）」と表記されていたが、現在の岩見沢市に同名の地名があって紛らわしいため、町制施行の際に「南幌」となった。

## 地理
空知総合振興局南部に位置する。幌向原野が広がっていた土地を開拓者が碁盤の目状に農地整理した田園地帯である。川に囲まれた平地で、西を千歳川、南東を旧夕張川、北を夕張川が流れる。
- 山:
- 河川: 千歳川、旧夕張川、夕張川
- 湖沼:

### 隣接している自治体
- 空知総合振興局: 岩見沢市、長沼町
- 石狩振興局: 江別市、北広島市

### 人口
| |                                        |  |
| 南幌町と全国の年齢別人口分布（2005年） | 南幌町の年齢・男女別人口分布（2005年） |  |
| ■紫色 ― 南幌町 ■緑色 ― 日本全国 | ■青色 ― 男性 ■赤色 ― 女性              |  |
| 南幌町（に相当する地域）の人口の推移 \| 1970年（昭和45年） \| 6,489人 \| \| \| 1975年（昭和50年） \| 5,651人 \| \| \| 1980年（昭和55年） \| 5,444人 \| \| \| 1985年（昭和60年） \| 5,755人 \| \| \| 1990年（平成2年） \| 5,665人 \| \| \| 1995年（平成7年） \| 9,020人 \| \| \| 2000年（平成12年） \| 9,792人 \| \| \| 2005年（平成17年） \| 9,564人 \| \| \| 2010年（平成22年） \| 8,781人 \| \| \| 2015年（平成27年） \| 7,927人 \| \| \| 2020年（令和2年） \| 7,319人 \| \| |                                        |  |
| 総務省統計局 国勢調査より |                                        |  |
| 1970年（昭和45年） | 6,489人                                |  |
| 1975年（昭和50年） | 5,651人                                |  |
| 1980年（昭和55年） | 5,444人                                |  |
| 1985年（昭和60年） | 5,755人                                |  |
| 1990年（平成2年） | 5,665人                                |  |
| 1995年（平成7年） | 9,020人                                |  |
| 2000年（平成12年） | 9,792人                                |  |
| 2005年（平成17年） | 9,564人                                |  |
| 2010年（平成22年） | 8,781人                                |  |
| 2015年（平成27年） | 7,927人                                |  |
| 2020年（令和2年） | 7,319人                                |  |

## 沿革
- 1909年（明治42年）4月1日 二級町村制、空知郡幌向（ほろむい）村
  - 石川、岐美、福野、大野、鶴城、中樹林、市街地、晩翠、三重、夕張太の各地区を置く
- 1962年（昭和37年）5月1日 改称のち町制施行、南幌（みなみほろ）町
- 1968年4月1日 町名の読み仮名を「なんぽろ」に改称
- 1981年 石川・岐美両地区を統合、青葉地区を設置

## 合併問題
平成の大合併にあたっては、江別市や北広島市との合併も模索した。
2003年（平成15年）7月に由仁町・栗山町と3町で合併協議会を設置して合併を協議し、新市名を公募に基づいて「東さっぽろ市」に決定、2004年（平成16年）11月には合併協定書に調印した。しかし、長沼町が合併協議に加わらなかったため、南幌町は飛地となることもあり、同年10月に南幌町で行われた住民投票の結果では合併反対が多かった。この結果を受け南幌町議会は合併関連議案を否決し、南幌町は合併を断念、協議会は2005年（平成17年）3月に解散した。
その後2008年（平成20年）5月から2008年（平成20年）12月に同じ3町での合併検討協議会が設置され、法定協議会への移行を行うか検討するとしている。

## 行政
町長 - 大崎 貞二
歴代町長
- 三好富士夫（2005年1月 - 2020年8月21日）[2][3]

議会：定数11

## 財政

### 平成18年度
- 財政力指数 0.25
- 普通会計歳入 48億7155万円
  - 市町村税の収入 7億4828万円
- 普通会計歳出 47億8897億円
  - 公債費 14億4961万円
- 経常収支比率 89.4%
- 人口一人当たり人件費物件費等決算額 17万9357円
- 人口1,000人当たり職員数 10.93人 （北海道市町村平均 8.70人）
  - 一般職員数 102人
  - 職員一人当たり平均給料月額 31万6400円 （すべての職員手当等を含まない数字）
  - 人件費総額 8億8068万円
  - 職員一人当たり人件費 863万4157円
  - 人口一人当たり人件費 9万4342円
- 実質公債費比率 23.3% 18%を超えているため起債に協議が必要である

地方債現在高 97億6609万円
- 人口一人当たり地方債現在高 104万6180円 普通会計分の債務のみ計算

地方債等の残高
- 1普通会計分 97億6600万円
- 2特別会計分 23億1000万円
  - 内訳 下水会計分 16億8200万円 病院会計分 5億7000万円 農集会計分5800万円
- 3関係する一部事務組合分 10億0485万円
  - 南空知葬祭組合分 5億9100万円 負担金割合20.8%→1億2292万円
  - 南空知公衆衛生組合分 8億8300万円 負担金割合24.6%→2億1721万円
  - 南空知消防組合 3700万円 負担金割合20%→740万円
  - 長幌上水道企業団 35億3400万円 負担金割合18.6%→6億5732万円
- 4第三セクター等の債務保証等に係る債務 20億0300万円

地方債等の合計 150億8385万円 （連結会計）
- 南幌町民一人当たり地方債等残高 161万5838円

## 姉妹都市・提携都市
- 京都府京北町（現京都市右京区の一部）
- 熊本県多良木町

## 経済
- 基幹産業は農業（稲作）。キャベツ、なんぽろジンギスカン、アイスキャロルのアイスが特産品。
- 札幌市に近い地の利のよさから、ベッドタウンとしても発達し、南幌工業団地も置かれる。

### 農協
- 南幌町農業協同組合（JAなんぽろ）

### 金融機関
- 空知信用金庫南幌支店
- JAバンク北海道（北海道信用農業協同組合連合会）JAなんぽろ 本所

### 郵便局
- 南幌郵便局（集配局）
- 夕張太簡易郵便局

### 宅配便
- ヤマト運輸：千歳主管支店上江別センター（江別市）
- 佐川急便：岩見沢営業所（岩見沢市）
- 日本通運：札幌支店札幌自動車事業所（札幌市白石区）

### 市外局番
- 011（札幌MA）
  - 市内局番は主に378局。
  - 2005年5月までは北海道の郡部で唯一の2桁市外局番だった。

## 公共機関

### 警察
- 栗山警察署南幌駐在所

## 教育
- 道立高等学校
  - 北海道南幌高等学校 (2023年閉校)
- 中学校
  - 南幌町立南幌中学校
- 小学校
  - 南幌町立南幌小学校
- 特別支援学校
  - 北海道南幌養護学校

## 住宅団地
- 道営住宅柳陽団地

## 交通

### 鉄道
2016年現在、鉄道は通っていない。札幌市内主要ターミナル、江別駅、北広島駅などからバスを利用する形となる。
かつては夕張鉄道が走り、晩翠駅と南幌駅があったが、廃止され、跡地は広域農道（空知南部広域農道）となっている。

### バス
- 夕張鉄道（夕鉄バス） - 江別・札幌方面、栗山・夕張方面
- ジェイ・アール北海道バス（長沼線） - 北広島・札幌方面
- 北海道中央バス（岩見沢営業所） - 札幌方面、栗山・夕張方面

### オンデマンド交通
- オンデマンド交通「あいるーと」（利用者登録制）

### タクシー
- 南幌ハイヤー
- 江別市・北広島市・岩見沢市・長沼町エリアの管轄

### 道路
- 一般国道
  - 国道337号
- 一般道道
  - 北海道道274号栗沢南幌線
  - 北海道道430号南幌向停車場線
  - 北海道道1009号長沼南幌線
  - 北海道道1056号江別長沼線
  - 北海道道1080号栗山北広島線

## 名所・旧跡・観光スポット・祭事・催事

### 文化財

#### 登録有形文化財
- 旧幌向駅逓所

### 観光スポット
- 南幌温泉：温泉施設「なんぽろ温泉ハート&ハート」のレストランでキャベツ天丼が販売されている。
- 南幌リバーサイド公園

## 出身者
- 高懸雄治（経済学者）
- 岩野祐二（作詞家、音楽プロデューサー、演出家）
- 内田ことこ（女子プロゴルファー）